# Pont de Rouillon
Le pont de Rouillon, ou pont de Godinne, est un pont routier enjambant la Meuse reliant Annevoie-Rouillon à Godinne. Il y a eu 4 ponts à cet emplacement depuis 1907.
Le pont ne possède qu'une seule bande de circulation, la traversée étant assurée par un feu de signalisation.

## Histoire

### Avant le pont

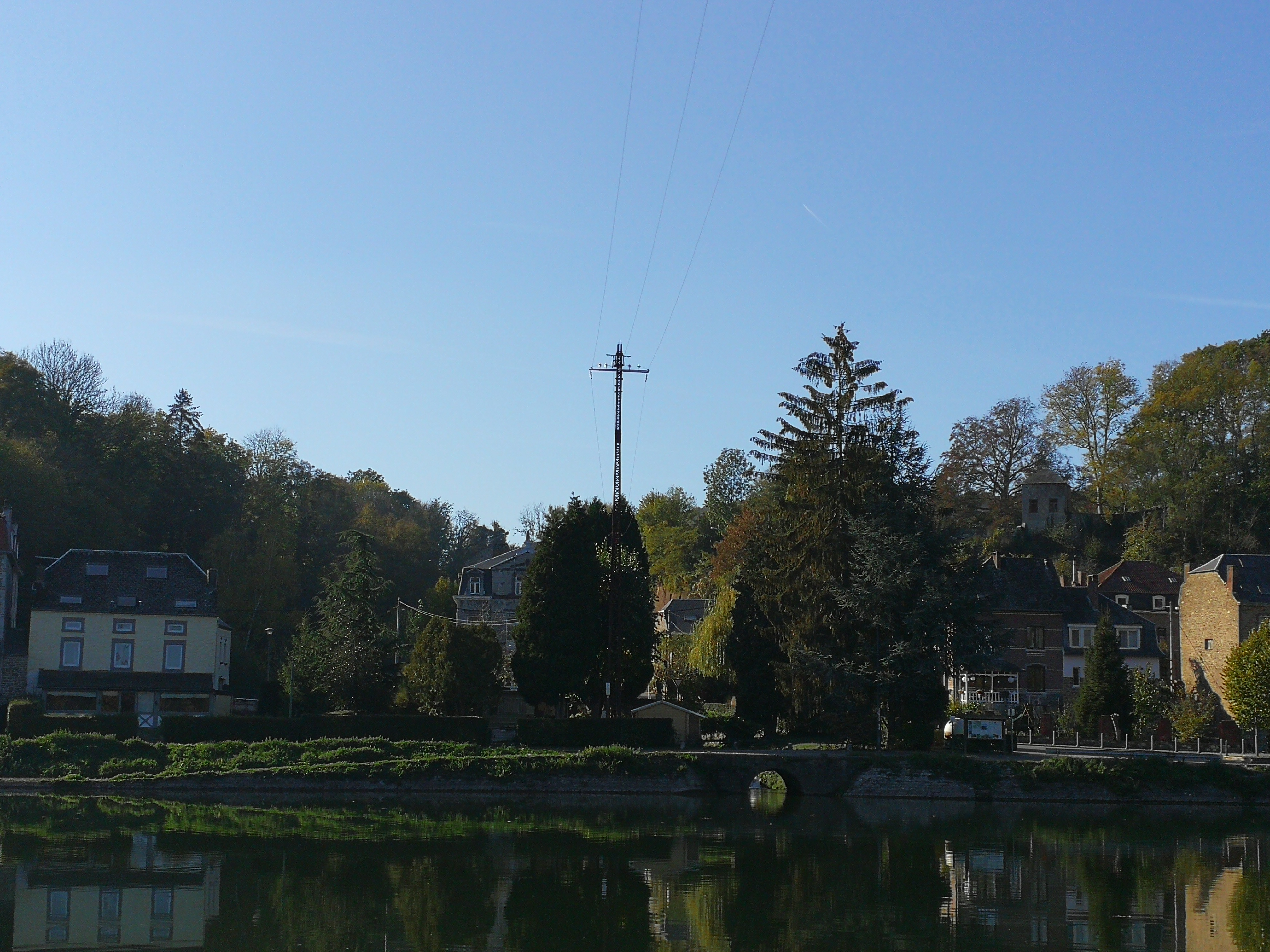
Pylône autrefois utilisé pour le passage d'eau sur la Meuse entre Rouillon et Godinne. Il est sur la rive droite de la Meuse, à Rouillon. Aujourd'hui, ce poteau haubané et un autre identique sur la rive droite sont utilisés comme support pour une ligne à haute tension.

Dès le XVIIe siècle, l'importante activité industrielle sur les bords du ruisseau le Rouillon, dans la commune d'Annevoie, amène le besoin de la main-d’œuvre de passer d'une rive à l'autre. On utilise alors les services de passeurs d'eau. Différents moyens de traction des embarcations, dont des câbles sous-marins ou aériens, seront utilisés au fil du temps pour joindre les rives de Godinne et Rouillon (p. 12-16).
Avec l'arrivée du chemin de fer et la construction de la gare de Godinne en 1862, des demandes sont effectuées par les administrations communales et provinciale afin de construire un pont au-dessus de la Meuse pour relier Rouillon à la gare. Quarante-deux ans s'écouleront entre la construction de la gare et l'approbation finale de la construction du pont en 1904, obtenue notamment grâce à l'appui constant du bourgmestre d'Annevoie-Rouillon de l'époque, Joseph de Montpellier (p. 38-40).

### Premier pont (1907-1914)
Le premier pont, construit entre l'été 1905 et mai 1907, est en béton armé, selon les plans de François Hennebique. Il est composé de trois piles, dont deux en rivière et une hors de l'eau.  Les fondations de la pile hors de l'eau ont été posées sur la roche afin d'éviter les problèmes d'érosion de la berge mosane (p. 49). Les deux piles en rivière sont celles qui sont toujours présentes aujourd'hui, ayant résisté aux 3 destructions du pont. 
L'arche centrale du pont est plus longue que ses voisines de 4 mètres et culmine à 8 mètres au-dessus du niveau de l'eau. Les deux pentes qui proviennent des culées se rejoignent au centre en dos d'âne, empêchant les personnes d'un côté du pont de voir l'autre côté. Comme le pont n'a qu'une seule voie, et aucun feu de circulation, cela engendre des problèmes de circulation entre les deux rives (p. 61). 
Il y eut de très nombreux retards en raison de fissures sur les culées du pont (p. 52). Avec le nouveau pont en place, il est possible de transférer la production du centre industriel de Rouillon jusqu'à la gare de Godinne (p. 101).
À la suite de la guerre franco-allemande de 1870, les autorités belges sont réticentes à construire des ponts au-dessus de la Meuse, par crainte de ne pas avoir assez de soldats pour défendre tous les passages. Ce problème est résolu en exigeant que les ponts construits contiennent des chambres de mines contenant suffisamment de charges pour détruire les ponts au besoin. Le pont de Rouillon disposa ainsi, dès sa construction, d'espaces prêts à recevoir des explosifs (p. 71).
Ces charges seront placées et utilisées pour détruire le pont lors de la Première Guerre mondiale. Le 15 août 1914, le Génie de forteresse de Namur installe les charges, 700 kg de tonite (en), sur le pont à la suite d'une demande de la Ve armée de France. Le 22 août 1914, le général Charles Lanrezac, à la tête de la Ve armée, ordonne la destruction des ponts entre Givet et Yvoir. Le même jour à 16 h 20, deux des trois arches du pont de Rouillon, celles de la rive gauche, sont détruites (p. 77).

### Retour aux passeurs d'eaux (1914-1924/25)
À la suite de la destruction du pont, les soldats allemands construisent un pont en bois fixes sur pilots au début d'octobre 1914. Craignant des inondations causées par l'amoncellement de débris sur les pilots rapprochés, le pont est démantelé le 29 décembre 1914. Par la suite, la traversée de la Meuse à cet endroit se fera en barque pendant toute l'Occupation. À l'automne 1918, les soldats allemands construisent un pont de bateaux afin d'assurer une retraite rapide de leur troupes et de leur matériel au-delà de la Meuse. Il est démonté une fois la retraite terminée (p. 82-84).
Après la guerre, le câble aérien utilisé avant la construction du pont en 1907 est remis en place afin d'assurer le passage d'eau à l'aide de nacelles. À l'approche des troupes allemandes, les Français avaient en effet caché le câble dans un bâtiment de Rouillon. C'est donc un retour en arrière (p. 91).

### Deuxième pont (1924/25-1940)
Les travaux pour construire le deuxième pont débutent à l'automne 1923. La date de mise en service demeure incertaine, située entre la fin de 1924 et le printemps 1925 (p. 93). 
Le deuxième pont est, comme le premier, en béton armé et avec une seule voie. Contrairement au premier, les espaces en dessous du tablier entre les hourdis verticaux sont pleins. Les garde-corps sont en béton, sauf pour celles de l'arche sur la rive droite, qui sont en fer forgé, datant de la construction originale (p. 95).
En mai 1940, lors de la Campagne des 18 jours, la protection des ponts entre Lustin et Dinant est confiée aux Chasseurs ardennais. Le 12 mai 1940, à l'arrivée des troupes allemandes dans la vallée mosane, le pont de Lustin est détruit vers 17 h, puis celui de Rouillon à 19 h 25. Les trois arches du pont et les deux piles en rivière sont détruites, bloquant totalement la navigation sur la Meuse (p. 107-109).

### Second retour aux passeurs d'eau (1940-1949)
À la suite de la destruction du pont, les troupes allemandes mettent en place un pont léger temporaire à l'aide de 17 barges stabilisées avec des câbles, afin de permettre à leurs troupes de passer la Meuse (p. 111). Pendant les 51 mois de l'Occupation qui suivirent, il n'y eut aucune volonté de la part des administrations locales de reconstruire un pont (p. 115). Le passage d'eau, à l'aide d'une barque tractée par une poignée sur un câble sous-marin, fut à nouveau la manière de traverser la Meuse entre Rouillon et Godinne. Durant cette période, il y eut de nombreux passeurs d'eau, tous originaires de Rouillon, le premier étant Zénon Baudet, et parmi eux une seule femme, Lucienne Salmon (p. 118).
La traversée de la Meuse entre Godinne et Rouillon fut libérée le 6 septembre 1944, mais non sans exactions de la part de SS qui traversèrent en barque dans la nuit du lundi 4 septembre 1944 afin d'incendier et de piller des maisons (p. 120-121).

### Troisième pont (1949-2015)
Les travaux pour reconstruire le pont débutent en 1948. Les piétons commencent à traverser le pont avant la fin des travaux (p. 123). Il est inauguré le 14 mai 1949 (p. 123) et, comme ses prédécesseurs, il n'a qu'une seul voie et des feux de circulation assurent un passage alterné.
Le 15 juin 1998, la gestion du pont passe de la commune d'Anhée à la Région wallonne. Le trafic est limité à 10 tonnes à partir de 2007 (p. 134).
Le 13 avril 2015, des travaux sont entrepris sur le pont, devant durer 60 jours ouvrables. Des problèmes d'instabilité sont alors découverts et les travaux sont suspendus. Il est alors décidé de détruire le tablier et de le reconstruire, laissant les piles intactes. Le pont doit être rouvert à la circulation au plus tôt en 2016 .

### Détour parYvoirouLustin(2015-2017)

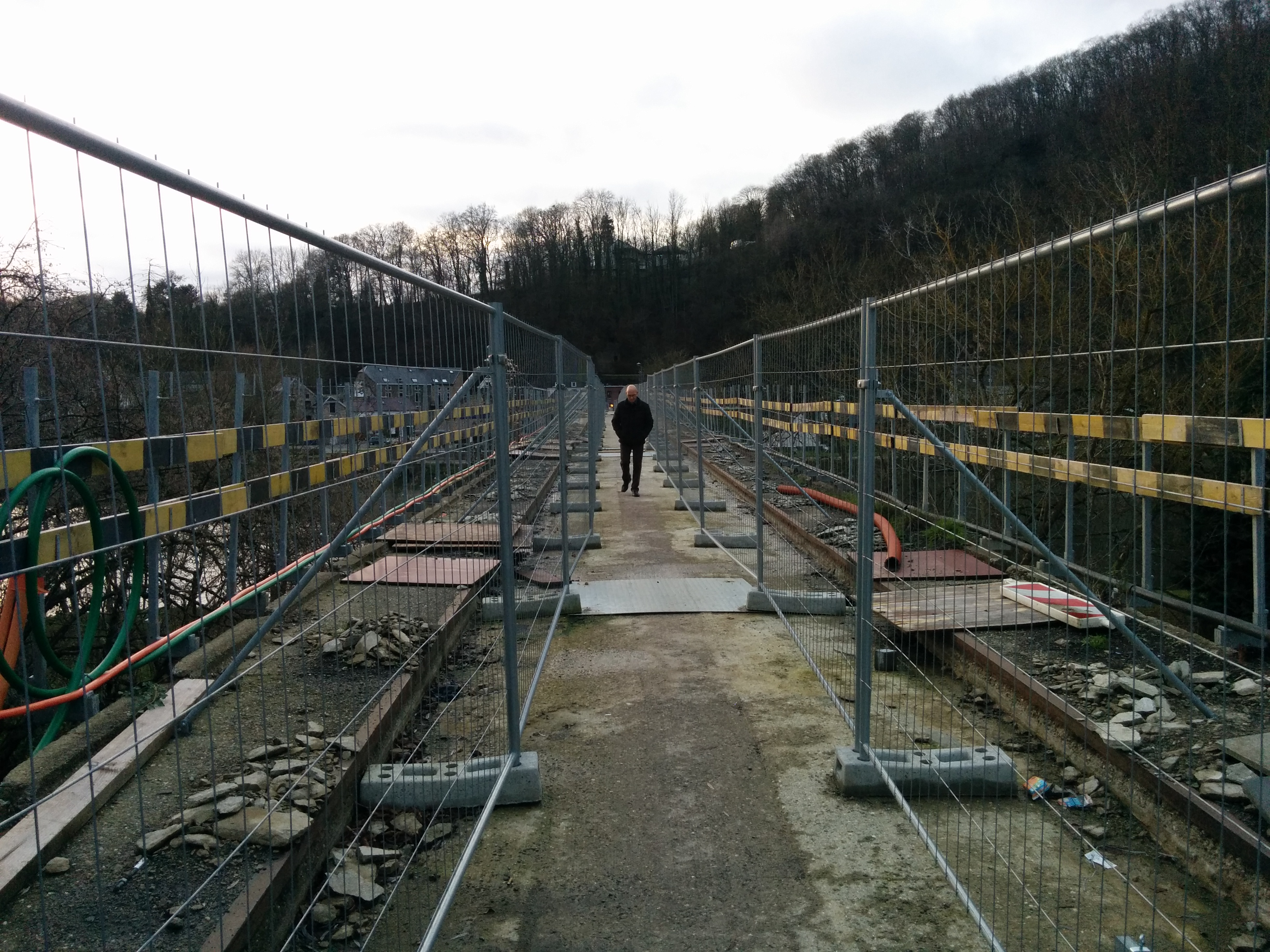
Piéton traversant le pont de Godinne, fermé à la circulation.

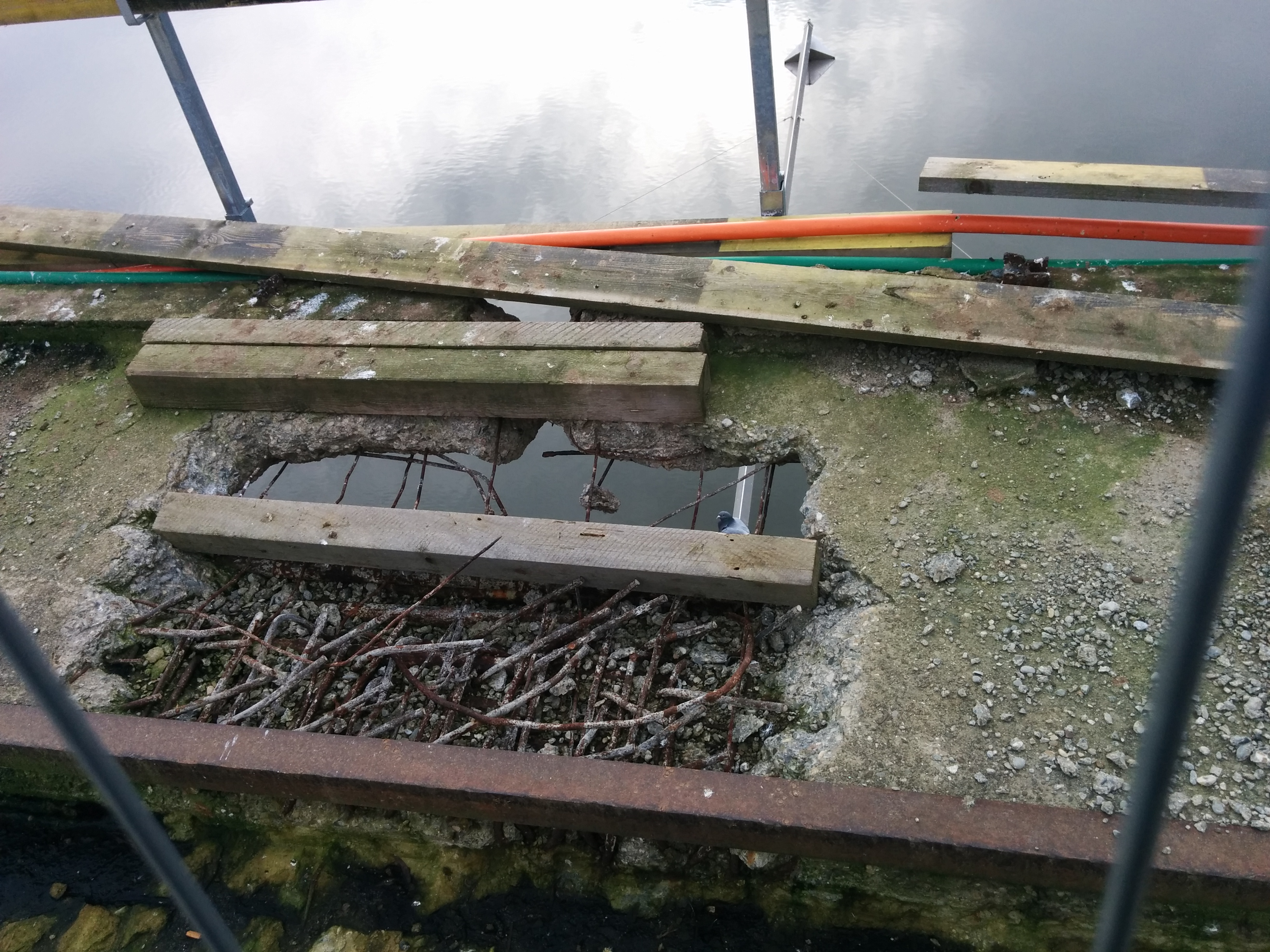
Tablier du pont de Godinne, au moment où il est fermé à la circulation

Pendant la période de fermeture du pont au trafic automobile, il n'y a pas de passeurs d'eau, contrairement aux fois précédentes. Les automobilistes, et autres usagers, doivent faire un détour et emprunter le pont de Lustin en aval, ou le pont d'Yvoir en amont, pour traverser la Meuse.

### Quatrième pont (2018-)

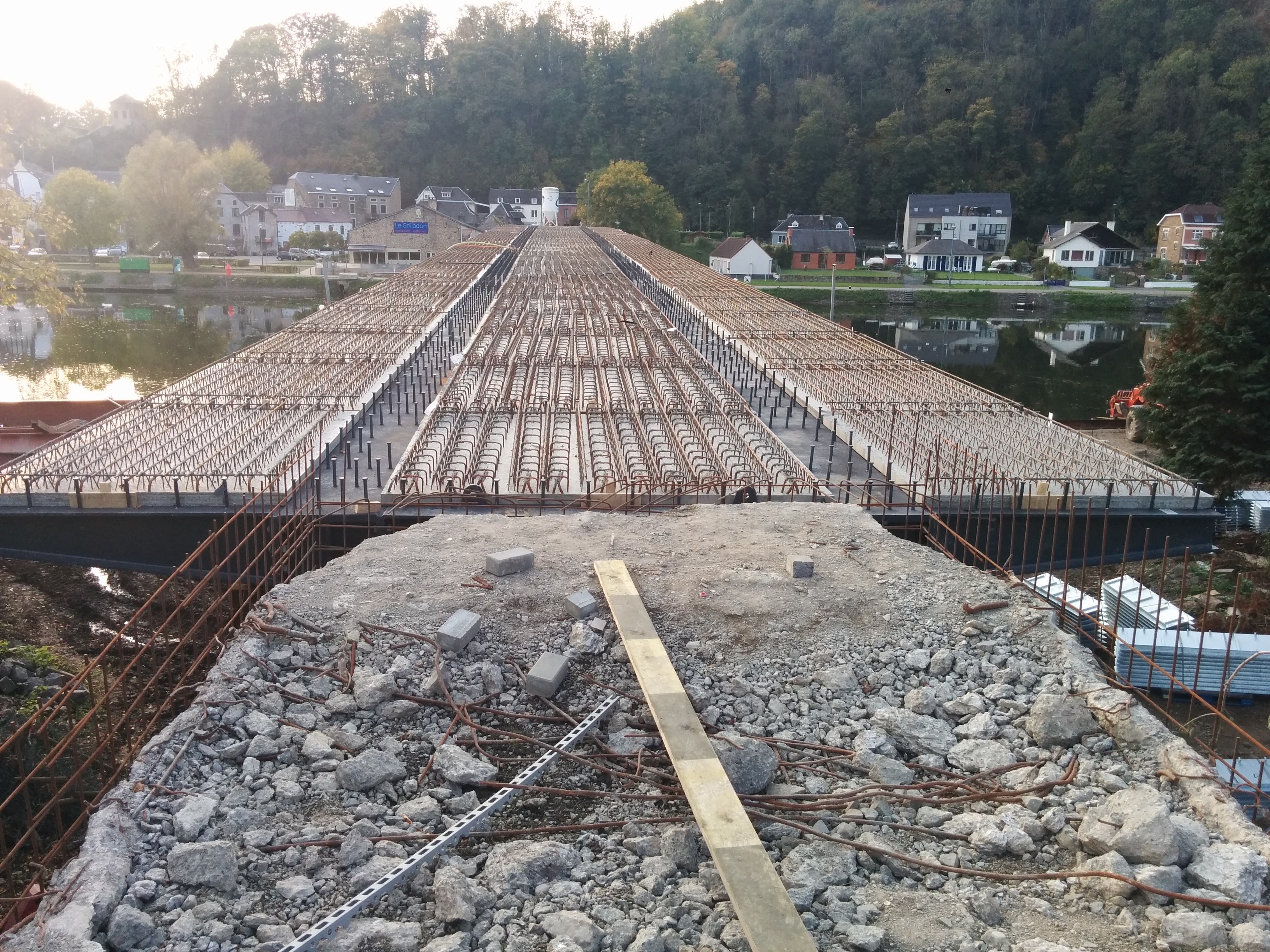
Travaux sur le pont de Godinne, juste après le chômage de la Meuse. On voit le tablier.

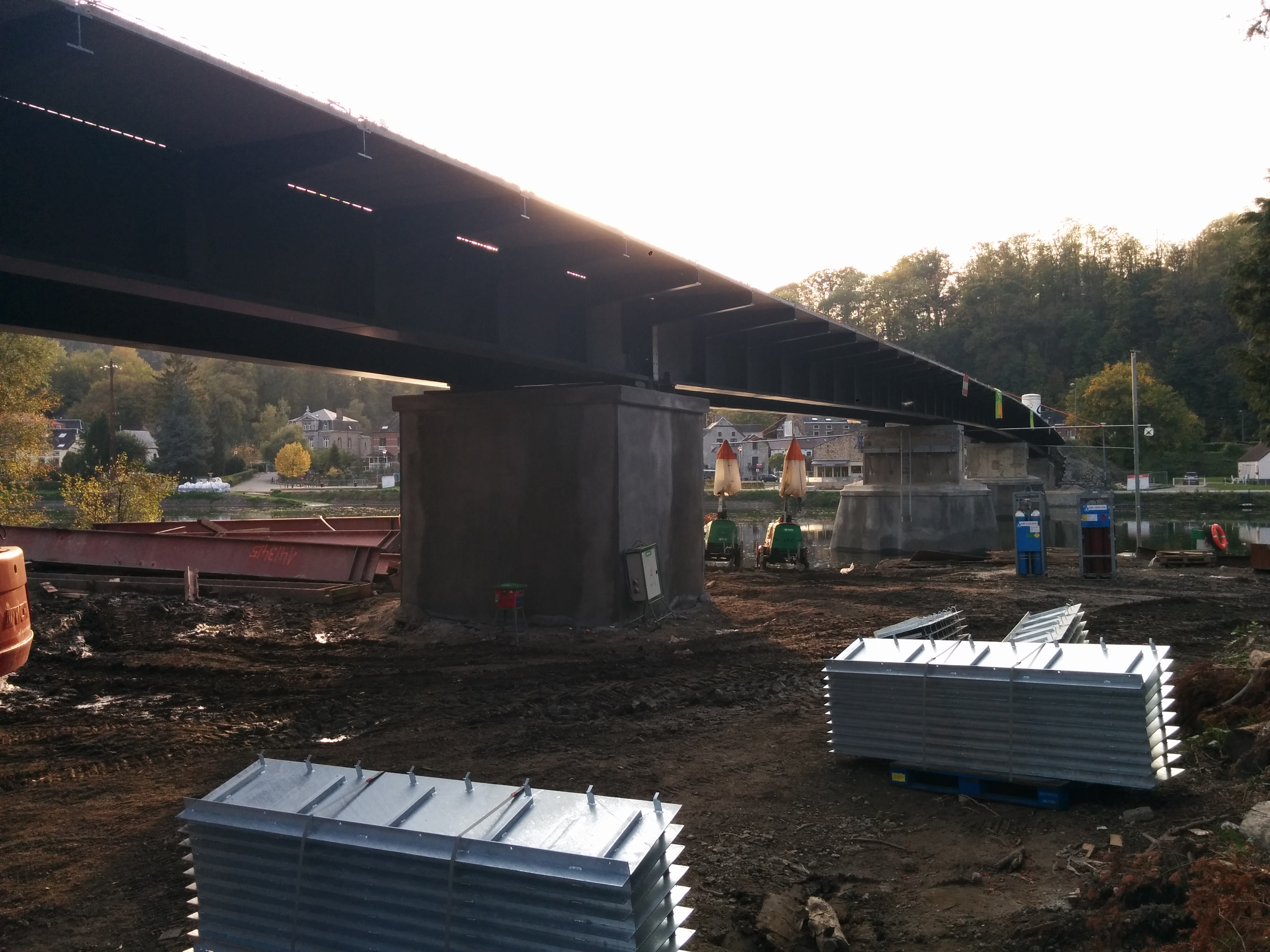
Travaux sur le pont de Godinne, juste après le chômage de la Meuse. On voit sous le tablier, de même que les piles en rivière.

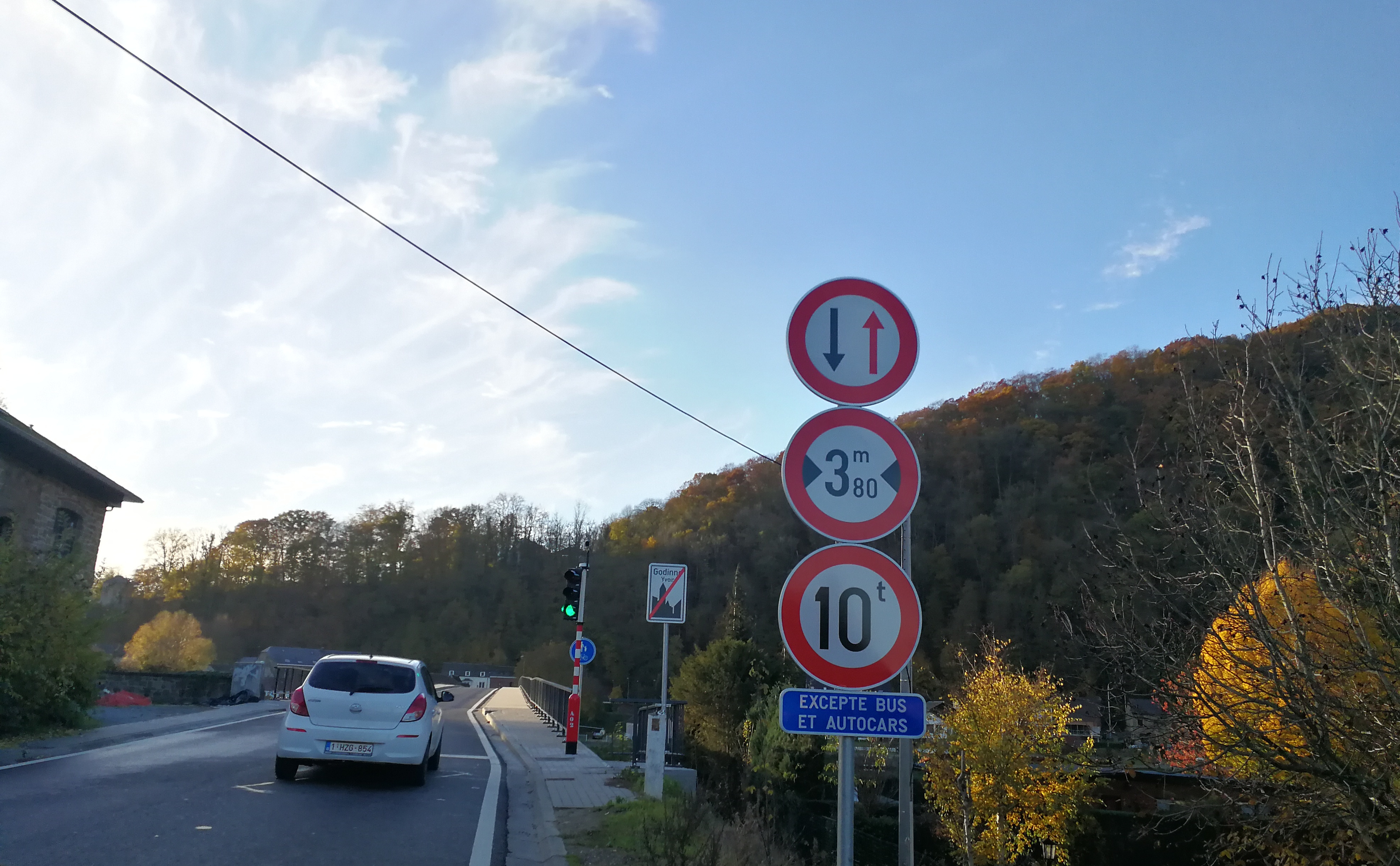
Restriction de tonnage à 10 tonnes pour la circulation sur le pont de Godinne.

En août 2017, des travaux préparatoires sont effectués sur les deux rives du pont. Ceux-ci doivent être terminés avant le chômage de la Meuse débutant le 23 septembre. Pendant les 3 semaines de chômage, une rampe est mise en place afin de permettre aux engins d'effectuer les travaux, dont la démolition de l'ancien pont , sur une base 24/7. 
Le pont reste toujours à une voie, respectant les désirs des administrations communales riveraines , bien que la dalle soit élargie, passant de 5,3 à 7 mètres de large. La restriction de tonnage est retirée. Le quatrième pont est également plus haut que le précédent, il est rehaussé de 33 cm pour atteindre 7 mètres. Il était en effet le plus bas de la haute Meuse,. Des demandes d'intégration d'une piste cyclable ont été effectuées mais n'ont pas été prises en compte .
Initialement prévu le 15 mai 2018, le pont est rouvert à la circulation le 25 mai, plus de trois ans après sa fermeture. Il est inauguré le 20 juin 2018 par les bourgmestres d'Anhée et d'Yvoir, Luc Piette et Étienne Defresne .
En septembre 2018, l'ancienne limitation de tonnage limitant le poids à 10 tonnes est remise en vigueur par le Service public de Wallonie (SPW). La circulation de poids lourds causait des problèmes au croisement des feux de signalisation, de même que sur la rue menant au pont du côté de Godinne. Cette limitation pourrait être levée après discussion entre la Région wallonne et les nouvelles administration communale suivant les élections communales de 2018.

## Ouvrage sur le pont de Rouillon
À l'automne 2018, un ouvrage intitulé Avec et sans les ponts de Rouillon : Deux siècles de traversée de la Meuse est publié par la commune d'Anhée. Le livre couvre l'histoire du pont de Rouillon, allant des passages d'eau précédant le premier pont jusqu'à l'inauguration du troisième pont en 1949 .